# Punkt krytyczny (matematyka)

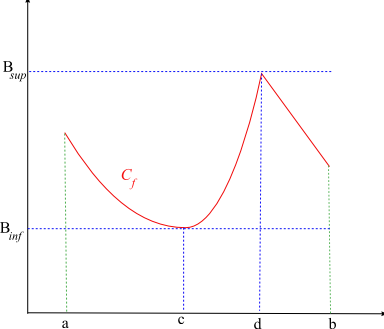
Punkty c i d to różne punkty krytyczne funkcji – w pierwszym pochodna jest zerowa (styczna jest pozioma), a w drugim pochodna i styczna nie istnieją. Oba punkty są lokalnymi ekstremami.

Dwie funkcje z punktem krytycznym w x=0; dla jednej z nich pochodna w tym punkcie zeruje się, a styczna jest pozioma. Dla pierwiastka sześciennego właściwa (skończona) pochodna w tym punkcie nie istnieje, bo dąży do nieskończoności, przez co styczna jest pionowa.

Punkt krytyczny – nazwa kilku odrębnych pojęć w różnych działach matematyki, zwłaszcza analizy.
Analiza rzeczywista
Punkt krytyczny to taki, w którym zachodzi jeden z dwóch warunków:
- funkcja jest różniczkowalna i jej pochodna jest równa 0 (punkt stacjonarny);
- pochodna nie istnieje.

Czasem definicja punktu krytycznego jest zawężona tylko do tej pierwszej własności. Wśród punktów krytycznych – zarówno tych stacjonarnych, jak i nieróżniczkowalnych – mogą się znaleźć ekstrema lokalne oraz przegięcia. Wartość funkcji w takim punkcie bywa nazywana krótko wartością krytyczną.
Równania różniczkowepunkt przestrzeni fazowej, który jest jednocześnie trajektorią układu dynamicznego.
Teoria polapunkty krytyczne są punktami, w których pole wektorowe zeruje się.
Pojęcie punktu krytycznego pojawiło się w matematyce najpóźniej w 1871 roku, w dziele Edwarda Olneya A General Geometry and Calculus.